# Empelinae
Az Empelinae a rovarok (Insecta) osztályában  a holyvafélék (Staphylinidae) családjának alcsaládja. Mindössze egy Észak-Amerikában endemikus nem, az (Empelus) tartozik ezen alcsaládba.

## Rendszerezés
Az alcsalád egyetlen nemébe egy fajt sorolnak, amelyet a pöttömbogárfélék családjából soroltak át:
Empelus brunnipennis (Mannerheim, 1852)

## Fordítás
- Ez a szócikk részben vagy egészben  az   Empelinae című orosz Wikipédia-szócikk fordításán alapul.  Az eredeti cikk szerkesztőit annak laptörténete sorolja fel. Ez a jelzés csupán a megfogalmazás eredetét és a szerzői jogokat jelzi, nem szolgál a cikkben szereplő információk forrásmegjelöléseként.